# اس. اچ. بنسون
اس. اچ. بنسون (به انگلیسی: SH Benson Ltd) شرکت تبلیغاتی است که توسط ساموئل هربرت بنسون (Samuel Herbert Benson) در سال ۱۸۹۳ در لندن تأسیس شد. این شرکت یکی از پیشگامان صنعت تبلیغات در بریتانیا بود. این شرکت با مشتریان بزرگی چون بووریل، گینس و کلمنز همکاری داشت.
بنسون، که در ۱۴ اوت ۱۸۵۴ در ماری‌لبون متولد شد، پیش از ورود به صنعت تبلیغات، در نیروی دریایی بریتانیا خدمت کرد و در جنگ‌های آنگلو-آشانتی و کمپین مصر شرکت داشت. او پس از ترک نیروی دریایی، در سال ۱۸۸۵ Express Couriers Corps را تأسیس کرد و سپس به صنعت تبلیغات روی آورد.
در دهه‌های اولیه فعالیت، اس. اچ. بنسون با ابتکاراتی چون نخستین تبلیغات دو ستونی در روزنامه‌های لندن و تزئین اتوبوس‌های لندن با تصاویر کاکائو، شهرت یافت. شرکت در سال ۱۹۰۶ به عنوان یک شرکت با مسئولیت محدود ثبت شد و در سال ۱۹۰۹ به ساختمان جدید خود در خیابان کینگزوی نقل مکان کرد.
پسر بنسون، فیلیپ، در سال ۱۹۱۴ مدیریت شرکت را بر عهده گرفت. در دهه‌های ۱۹۲۰ و ۱۹۳۰، اس. اچ. بنسون با کمپین‌های طولانی‌مدت برای مشتریانی چون گینس و کلمنز به یکی از برجسته‌ترین آژانس‌های تبلیغاتی تبدیل شد. این شرکت در سال ۱۹۲۸ با کمپین تبلیغاتی برای گینس به اوج موفقیت خود رسید و شعار معروف «گینس برای شما خوب است» (به انگلیسی: Guinness Is Good For You) را به همراه آثاری از  جان گیلروی ارائه داد.